# Polyplectropus aiolos
Polyplectropus aiolos är en nattsländeart som beskrevs av Malicky och Chantaramongkol 1997. Polyplectropus aiolos ingår i släktet Polyplectropus och familjen fångstnätnattsländor. Inga underarter finns listade i Catalogue of Life.